# Stenodema holsata
Stenodema holsata (лат.) — вид клопов-слепняков рода Stenodema из подсемейства Mirinae (Miridae).

## Распространение
Встречается в Палеарктике от Южной и Западной Европы до Дальнего Востока России, а также известна из Центральной Азии; Сибирь, Кавказ, Казахстан, Монголия, Китай.

## Описание
Растительноядные клопы удлинённой формы. Длина 4,7—6,4 мм (до 8 мм). От близких видов отличается следующими признаками: надкрылья часто с коричневой или темно-коричневой полосой по внутреннему краю; лоб не выступает над основанием наличника; длина тела/ширина пронотума у самки 3,9—4,3; антеннальный сегмент I у самца и самки 0,9—1,0× длины головы; усиковый сегмент I более узкий, чем передний бедро; усиковый сегмент II более узкий, чем задние голени, 4,0—4,4× длины вершины; волоски на усиковом сегменте I короче половины ширины усикового сегмента I; лабиум достигает задних тазиков, но не превосходит их; заднее бедро слабо сужается к вершине, без шипов; задняя голень прямая в базальном направлении; вздутие над проплевральным швом изогнуто; бороздка на задней части мезоплевр отсутствует; парные ямки на переднеспинке между calli присутствуют, щелевидные; волоски на заднем крае заднего бедра такие же густые, как и на других частях бедра, заметно короче ширины заднего бедра; заднее бедро с отчетливыми отметинами. Отличия гениталий: генитальная капсула в ширину такая же, как и в длину, закруглена в вершине и с припухлостью, без выростов у раструбов парамер; апикальная половина правого парамера шире базальной части; левый парамер с удлиненным тонким апикальным отростком и с дополнительным выростом апикально, сенсорная доля вздута, апикальный отросток закруглен апикально в заднем виде; везика с четырьмя мембранозными долями; дорсальная лабиальная пластинка шире длины.
Зимует во взрослом состоянии, а спаривается весной, когда оба пола становятся зелеными, хотя самцы часто темнее самок. Личинки встречаются с мая по июль, а новое поколение взрослых появляется с июля. Stenodema holsata похож на S. laevigata, но значительно короче и шире, внешне напоминая Acetropis gimmerthalii. Волоски на 1-м усиковом сегменте короче, чем у других видов Stenodema.

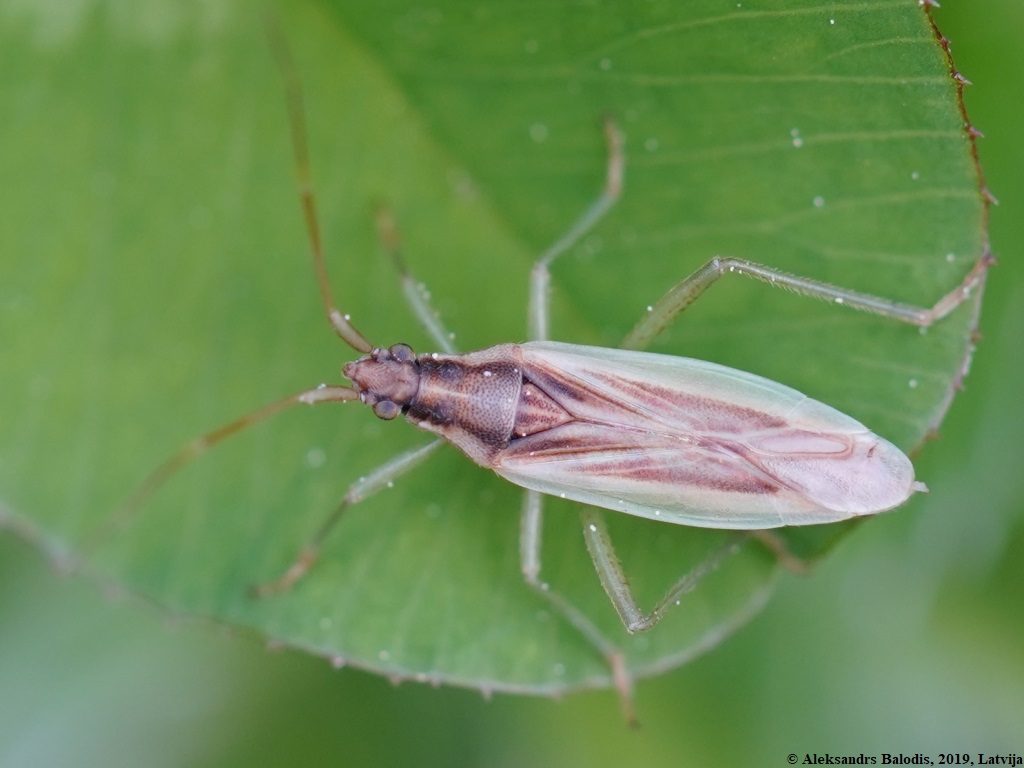
Stenodema holsata
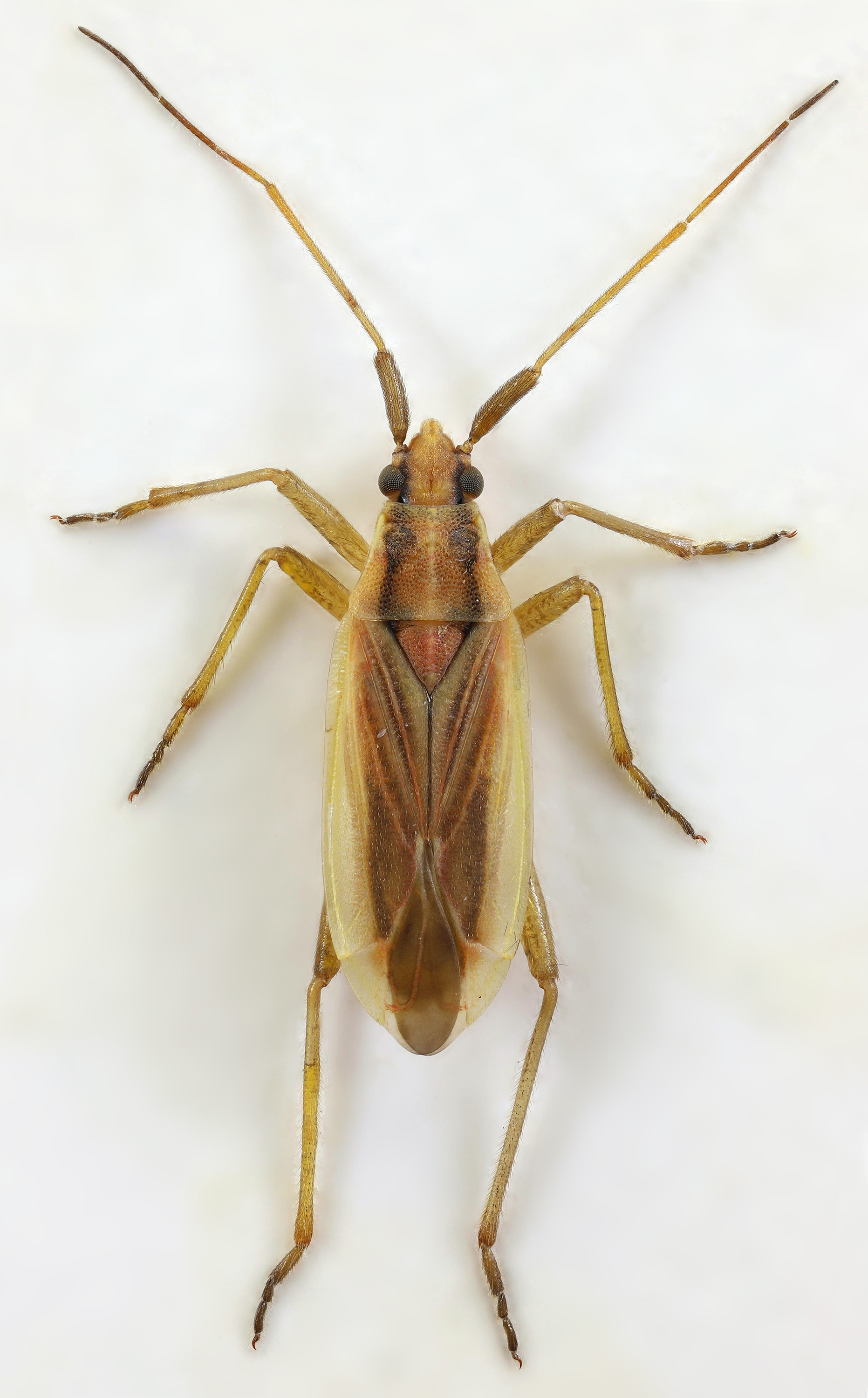
Stenodema holsata
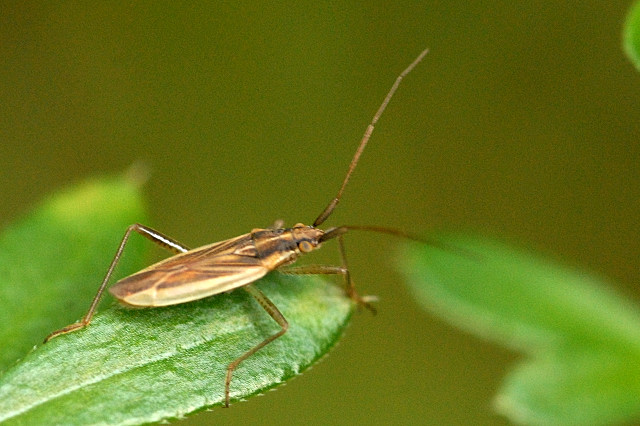
Stenodema holsata

## Таксономия
Вид был впервые описан в 1807 году датским энтомологом Иоганном Христианом Фабрицием (1745—1808) под названием Cimex holsatus Fabricius, 1787.